# 武井麻里子
武井 麻里子（たけい まりこ、生年月日非公表）は、日本の歌手。自身の曲の作詞・作曲・CDジャケット・グッズ等のデザインも手掛ける。「エレポップソロシンガー」と自称する。
ファンの総称は「助手」。

## 人物
現在の形態でのソロ活動の始動は2015年6月16日。特定のプロデューサーや運営母体はなく、ライブやインターネットで見つけた気になる作り手に対して、主催ライブ出演や曲提供を本人が直接依頼・交渉するスタイルで活動を行う。2018年8月までにソロとして、シングルCD6枚・ミニアルバム3枚をリリース、2回のワンマンライブを行った。2016年下半期からは各種イベントへの出演だけでなく『エレ日。』をはじめとする主催イベントを行い、2018年現在、ほぼ毎月のペースで何らかの主催イベントを開催している。

## ソロ活動の経緯
2013年から2014年にも、対バンイベントに武井がソロで出演しbluemarble曲をオケで歌うという形でのソロ活動が行われていた。ユニットの解散以降は自身のオリジナル曲をオケで歌うスタイルが主体。イベントに合わせたカバー曲が歌われたり、バンド編成・アコースティック編成でのライブが行われたりすることもある。
2015年8月時点でのオリジナル曲は2曲、2015年9月には4曲、2016年末までには12曲。2017年末までには16曲まで増え、2018年になって9月までにも4曲を加えた（うち2曲はKOTOのカバー）。
オリジナル曲の作詞は原則として本人が行い（本人作詞でないのは『SING』のみ）、作曲編曲者には、SAWA・佐々木喫茶・空中分解・Yunomi・nagomu tamaki といったエレクトロシーンのトラックメイカーをはじめ、ヤマモトショウ（ex ふぇのたす 。「n.e.o.n」の編曲。「ミステリーとケミストリー」作曲編曲）や、Zeppワンマンを成功させた直後の里咲りさ（「Remove」作曲）、POLTAなど、幅広いジャンルのアーティストから曲の提供を受けている。また、「n.e.o.n」「stay'n」では作曲も武井麻里子本人が手がけている。

## 主な活動来歴

### 2013年
- 10月16日、bluemarbleへの新しいボーカルとしての加入が発表され、アルバム『full color』（全国流通 ASIN:B00F2BXYL4　JAN:4582237827811）がリリースされる。武井は全曲の作詞とボーカルを担当[1]。

### 2014年
- 9月20日、bluemarble 初ワンマン「ストロボ元年」開催。（原宿 ストロボカフェ）

### 2015年
- 4月12日、bluemarble シングル「HELLO」（ライブ会場限定）リリースパーティ。（六本木 音楽実験室新世界）

- 5月15日、武井麻里子のソロ活動開始を発表。

- 6月16日、「LOOP & PUMP! Presents "Nobi Nobi No Style" ～Kariya Seira Birthday Special～」（渋谷loop anex）にて、ソロ最初のライブ。同日。ソロ活動最初のシングル『五感☆採集 vol.1』（「白昼夢★バカンス」「ふたりの魔法」を収録）がライブ会場およびモナレコード店頭・通販にて発売(以下シングルCDの流通はすべて同じ形式)[2]。

- 7月15日、「白昼夢★バカンス」が収録されたmona recordsのコンピレーションアルバム「モナレコ・コンピ ～かけだしてく～」（全国流通 ASIN: B00XPJA9VI JAN： 4526180198437 ）を発売[3]。

- 7月22日、『「モナレコ・コンピ ～かけだしてく～」レコ発記念ライブ！』（下北沢 モナレコード）に出演[4]。

- 8月7日、blue marbleが7月いっぱいで解散していたことがオフィシャルサイトで発表された[5]。

- 9月23日、おのしのぶ（Her Ghost Friend）との共同主催イベント『DIY女子祭り vol.1』を渋谷2.5Dにて開催（出演者：AZUMA HITOMI/Her Ghost Friend/武井麻里子）[6][7]。 同日、ソロとしての二枚目のシングル『五感☆採集 vol.2』をリリース。（「STAR PLAYER」「水面みな想うわ」を収録）

- 10月16日、シブカル祭の中の『YASHIBU 〜シブカル祭。編〜』（渋谷2.5D）に出演し、40分のライブを行う[8]。

- 11月15日、FM横浜『YOKOHAMA MUSIC AWORD』内にて、インタビューと『STAR PLAYER』が放送される[9]。

- 12月26日、初の単独自主主催企画となる『東京ゴカン☆ピック』を北参道ストロボカフェにて開催（出演者：SAWA／おかもとえみ／武井麻里子）[10]。

- 12月28日、「STAR PLAYER」のMVを公開[11]。

### 2016年
- 1月29日、タワーレコード横浜店にて、空中分解feat.アンテナガールと合同でのインストアライブ及びミニアルバム『NEW』の予約会を開催[12]。

- 2月24日、アーケードゲーム「太鼓の達人」に作詞と歌唱を担当した「ほうかご☆マジシャン」（ゲームでは、マモルとのユニット「まりんべーす」名義）が収録される。

- 3月16日、初のミニアルバム『NEW』リリース。タワーレコード新宿店、渋谷店、池袋店、横浜店、タワレコオンラインの流通[13]。

- 3月17日、ミニアルバム『NEW』のリリースパーティを渋谷Loop anexにて主催開催する[14]。（ゲスト：JaccaPoP/Maison book girl）このイベントから『NEW』のライブ会場限定盤を販売。

- 3月26日、FM横浜主催『TOWER OF MUSIC vol.75』（横浜マリンタワー）に出演[15]。

- 4月14日、タワーレコード渋谷店にて、『NEW』インストアイベント[16]。

- 5月28日、川嶋志乃舞との共催2マン『キモノデアソボ。』を北参道ストロボカフェにて開催。

- 6月11日、タワーレコード渋谷店にて、『NEW』のインストアイベントを行う。（この日のタワーレコード渋谷店デイリーチャート1位となる[17]。）

- 6月18日、タワーレコード池袋店にて、『NEW』のインストアイベントを行う。

- 6月23日、ボーカルを担当した『プリンス・オブ・ストライド』（Kadokawaによるメディアミックス企画）のPVが公開される。

- 6月25日、ソロ三枚目のシングル『五感☆採集 vol.03』（「n.e.o.n」「ミステリーとケミストリー」を収録）をリリース[18]。 同日、北参道ストロボカフェにて、『五感☆採集 vol.03』のリリースパーティを主催開催（ゲスト： 西恵利香 ／ 3776 ）[19]。

- 8月20日、おのしのぶ（Her Ghost Friend）との共同主催イベント『DIY女子祭り vol.2』を原宿ストロボカフェにて開催（出演者：水野しず／mikichu ／ Mayu／ 武井麻里子） 同日。ライブアルバム『REFEAIN』をリリース（ライブ会場限定）。

- 10月14日、エレクトリックリボンとの2マンライブ『エレクトリック☆まりボン』を原宿ストロボカフェにて主催開催。

- 10月18日、下北沢lagunaにて、初のアコースティックライブを行う。

- 11月3日、主催イベント『エレ日。vol.1』を原宿ストロボカフェにて開催[20]。

- 12月22日、初のワンマンライブ『LEISURE-1』を下北沢MOSAiCにて開催する。（ゲスト： WHY@DOLL）[21]。 同日、ソロ三枚目のシングル『五感☆採集 vol.04』（「Overhaul」「NEW/DOWN/GIRL」を収録）をリリース[22]。

### 2017年
- 2月5日、主催イベント『エレ日。vol.2』を下北沢MOSAiCにて開催[23]。

- 4月1日、主催イベント「3 flowers」を下北沢モナレコードにて開催。（出演者：にゃんぞぬデシ／POLTA／武井麻里子）

- 4月22日、主催イベント『エレ日。vol.3』を下北沢MOSAiCにて開催[24]。

- 5月17日、2枚めのミニアルバム『マルチタスクガール』をリリース。タワーレコード新宿店、渋谷店、池袋店、秋葉原店、タワレコオンラインの限定流通[25][26]。 同日、ミニアルバム『マルチタスクガール』のリリースパーティを下北沢MOSAiCにて主催開催する。（ゲスト：DJ 若女将／UKO／鈴木花純／リナチックステイト）このイベントから『マルチタスクガール』のライブ会場限定盤を販売[27]。

- 5月28日、インタビューと写真が掲載された『IDOL FILE vol.3』（特集 SOLO IDOL）が全国の書店にて発売される[28]。

- 6月11日、ミニアルバム『マルチタスクガール』のインストアイベントをタワーレコード渋谷店にて開催[29]。

- 6月18日、ミニアルバム『マルチタスクガール』のインストアイベントをタワーレコード池袋店にて開催[30]。

- 7月22日、主催イベント『エレ日。vol.4』を下北沢MOSAiCにて開催[31]。

- 9月9日、主催イベント『エレ日。vol.5』を下北沢MOSAiCにて開催[32]。

- 10月4日、2回目のワンマンライブ『DRAMATIC PAIN』を渋谷eggmanにて開催。（ゲスト：DJモーモーミルク／SAWA／空中分解／おのしのぶ ）

- 11月2日、主催イベント『エレ夜。vol.1』を下北沢MOSAiCにて開催する。

- 12月6日、ソロ五枚目のシングル『五感☆採集 vol.05』（「authentic words」「Remove」を収録）をリリース。 同日、恵比寿BATICAにて『五感☆採集 vol.05』リリースパーティを行う[33]。（出演者：里咲りさ／エレクトリックリボン／ です。ラビッツ／イロハマイ／2&／DJカナチャン ／DJ宇佐蔵べに／DJなすかわさん／DJ YUCA）

### 2018年
- 1月7日、主催イベント『エレ日。vol.6』を下北沢MOSAiCにて開催[34]。

- 2月1日、『南波一海のアイドル三十六房』にゲスト出演[35]。

- 3月3日、イロハマイとの2マンライブ『まりっとモフモフ』を恵比寿BATICAにて主催開催[36]。

- 3月24日、主催イベント『エレ日。vol.7』を下北沢MOSAiCにて開催[37]。

- 4月5日、主催イベント『to to tonight vol.1』（『アコ日。vol.1』）を下北沢モナレコードにて開催[38]。

- 5月27日、主催イベント『エレ日。vol.8』を下北沢MOSAiCにて開催[39]。

- 6月15日、インタビューと写真が掲載された『IDOL FILE Vol.09 TOKYO 1』が発売される[40]。

- 6月26日、作詞と歌唱を担当した「ほうかご☆マジシャン」が「まりんべーす」名義で収録された、『太鼓の達人 オリジナルサウンドトラック たこやき』[41]が全国流通発売される。

- 6月27日、秋葉原書泉ブックタワーにて行われた『IDOL FILE TOKYO』発売記念、トーク&サイン会に出演[42]。

- 7月26日、ソロ五枚目のシングル『五感☆採集 vol.06』（「stay'n」「SING」を収録）をリリース[43]。 同日、恵比寿BATICAにて『五感☆採集 vol.06』リリースパーティを行う[44]。（ゲスト：川音希／Yun*chi／ヨネコ／ あヴぁんだんど／POLTA／DJ 四捨五入／DJ りるはかせ /DJ ごいちー／DJ YUKA）

- 8月26日、主催イベント『エレ日。vol.9』を下北沢MOSAiCにて開催[45]。

- 9月26日、主催イベント『浴衣のアコ日。』（アコ日。vol.3）を下北沢モナレコードにて開催[46]。

- 8月26日、主催イベント『エレ日。vol.10』を下北沢MOSAiCにて開催[47]。

- 11月8日、「女流雑貨 art music festival vol.0」内「MIYANISHIYAMAファッションショー」にて、ぁぃぁぃ、しらいらと共にモデルとして出演[48]。

- 11月24日、NHKFM（東京）『ヒャダインの”ガルポプ！”』内にて、『stay’n』が放送された。

- 12月27日、「南波一海のアイドル三十六房」内、「三十六房 2018年 R-グランプリ」にて、『五感☆採集 vol.6』（2018年7月26日リリース）が8位に選出された[49]。

### 2019年
- 1月6日、主催イベント『エレ日。vol.11』を下北沢MOSAiCにて開催[50]。

- 2月28日、6thシングル『五感☆採集 vol.6』収録『stay'n』MUSIC VIDEOを公開[51]。（Director&Cinematographer:森岡千織／Cast :武井麻里子/りなさーん［ex リナチックステイト］）[52]

- 3月23日、主催イベント『エレ日。vol.12』を下北沢MOSAiCにて開催[53]。

- 5月26日、主催イベント『エレ日。vol.13』を下北沢MOSAiCにて開催[54]。

## ディスコグラフィー

### シングルCD
・『五感☆採集 vol.1』［2015年6月16日リリース］
・・【収録曲】
・・「白昼夢★バカンス」（作詞：武井麻里子／作曲編曲：SAWA ）
・・「ふたりの魔法」（作詞：武井麻里子＆おのしのぶ from Her Ghost Friend／作曲編曲：DJ OBAKE from Her Ghost Friend）
・・・表ジャケットのイラスト：おのしのぶ
・『五感☆採集 vol.2』［2015年9月13日リリース］
・・【収録曲】
・・「STAR PLAYER」（作詞：武井麻里子／作曲編曲：空中分解）
・・「水面みな想うわ」（作詞：武井麻里子／作曲編曲：禁断の多数決）
・・・表ジャケットのイラスト：ボブ a.k.a えんちゃん
・『五感☆採集 vol.3』［2016年6月25日リリース］
・・【収録曲】
・・「n.e.o.n」（作詞作曲：武井麻里子／編曲：ヤマモトショウ）
・・「ミステリーとケミストリー」（作詞：武井麻里子／作曲編曲：ヤマモトショウ）
・・・表ジャケットのイラスト：加藤オズワルド
・『五感☆採集 vol.4』［2016年12月22日リリース］
・・【収録曲】
・・「Overhaul」（作詞：武井麻里子／作曲：蓮尾理之／MIX：蓮尾理之）
・・「NEW/DOWN/GIRL」（作詞：武井麻里子／作曲：MOP of HEAD／MIX：佐々木喫茶）
・・・表ジャケットのイラスト：雪下まゆ
・『五感☆採集 vol.5』［2017年12月6日リリース］
・・【収録曲】
・・「authentic words」（作詞：武井麻里子／作曲：tilt-six／MIX：佐々木喫茶）
・・「Remove」（作詞：武井麻里子／作曲：里咲りさ／MIX：灘藍）
・・・表ジャケットのイラスト：macoto
・『五感☆採集 vol.6』［2018年7月26日リリース］
・・【収録曲】
・・「stay'n」（作詞作曲：武井麻里子／編曲：佐々木喫茶）
・・「SING」（作詞：ふくだ傑／作曲：尾苗愛）
・・・表ジャケットのイラスト：さめほし
・・・ジャケット写真の衣装：HOWTOVENUS（ http://howtovenus.com/ ）
・『武井麻里子✕KOTO シャッフルカバーシングル』［2018年9月15日リリース］
・・【収録曲】
・・1.プラトニック プラネット
・・2.推定スウィーティ

### ミニアルバム
・『NEW』［2016年3月16日リリース］
・・【収録曲】
・・「ロマンティカ」（作詞：武井麻里子／作曲：おかもとえみ）
・・「瞬間/simulation」（作詞：武井麻里子／作曲：Sosuke Oikawa from CICADA）
・・「白昼夢★バカンス」（作詞：武井麻里子／作曲：SAWA）
・・「PARADE」（作詞：武井麻里子／作曲：Her Ghost Friend）
・・「STAR PLAYER」（作詞：武井麻里子／作曲：空中分解）
※タワーレコード流通盤とジャケット違いのライブ会場限定盤がある。
・『マルチタスクガール』［2017年5月17日リリース］
・・【収録曲】
・・「n.e.o.n」（作詞作曲：武井麻里子／編曲：ヤマモトショウ
・・「LA LA LIFE」（作詞：武井麻里子／作曲：Yunomi）
・・「Feverish!!!」（作詞：武井麻里子／作曲：空中分解）
・・「ほうかご☆マジシャン」（作詞：武井麻里子／作曲：マモル nhhmbase）
・・「Overhaul」（作詞：武井麻里子／作曲：蓮尾理之 siraph）
※シングルで発売された曲も、佐々木喫茶によりリマスタリングされている。
※タワーレコード流通盤とジャケット違いのライブ会場限定盤がある。
・『東京エンデバー』［2020年7月15日リリース］
・・【収録曲】
・・「Sai-Zen-Sen」（作詞：曽我部修司(FiFs)／作曲：蓮尾理之）
・・「東京エンデバー」（作詞：武井麻里子／作曲：くじら）
・・「stay'n」（作詞作曲：武井麻里子／アレンジ：佐々木喫茶）
・・「Iconic girl」（作詞：武井麻里子／作曲：nagomu tamaki）
・・「COTTON CANDY」（作詞作曲：TEMPLIME）
※タワーレコード流通盤とジャケット違いのライブ会場限定盤あり。

### ライブアルバム
・『Refrain』［2016年8月20日リリース］
（2016年7月31日原宿ストロボカフェでのライブを収録）
・・【収録曲】
・・「STAR PLAYER」（LIVE）
・・「ふたりの魔法」（LIVE）
・・「ロマンティカ」（LIVE）
・・「PARADE」（LIVE）
・・「瞬間/simulation」（LIVE）
・・「n.e.o.n」（LIVE）
・・「白昼夢★バカンス」（LIVE）

### 未音源化曲
「iconic girl」（作詞:武井麻里子／作編曲:nagomu tamaki）
［2018年2月7日公開 nagomu tamakiのsoundcloudで聴くことができる。

### 非売品CD
・『DIY女子まつりvol.1入場特典CD』［2015年9月23日配布］
・・【収録曲】
・・「幻バスストップ」（作詞・作曲・ボーカル：武井麻里子／編曲：AZUMA HITOMI／ボーカル・ジャケットデザイン：おのしのぶ）
・『DIY女子まつりvol.2入場特典CD』［2016年8月20日配布］
・・【収録曲】
・・「little little」（作詞・作曲・コーラス：武井麻里子／編曲・ピアノ演奏：みきちゅ／ボーカル・ジャケットデザイン：おのしのぶ／MIX：Her Ghost Friend）

### その他
・『モナレコ・コンピ ～かけだしてく～』（2015年7月15日リリース 全国流通 ASIN: B00XPJA9VI JAN： 4526180198437 ）
・・5曲目（全16曲収録）に「白昼夢★バカンス」が収録されている。
・『太鼓の達人 オリジナルサウンドトラック たこやき』（2018年6月27日リリース 全国流通 ASIN:B07D512BL7 JAN：4571442041037 ）
・・9曲目（全28曲収録）に「ほうかご☆マジシャン」（まりんべーす名義）が収録されている。

## ワンマンライブ
- 2016年12月22日 - 『LEISURE-1』 下北沢MOSAiC（ゲスト：WHY＠DOLL）

- 2017年10月4日 - 『DRAMATIC PAIN』 渋谷eggman （ゲスト：DJモーモーミルク ／SAWA／ 空中分解／おのしのぶ）

## 『エレ日。』
- 「武井麻里子の気になるエレクトロのアーティストを集める」という趣旨で開催される武井麻里子の主催イベント。2016年11月3日から2019年3月23日までに12回開催され、2019年5月26日には12回目の開催が予定されている。
- 派生企画として、『エレ夜。』『アコ日。』がある。

| 回数            | 年月日          | 場所                | 1部出演者 | 2部出演者 |
| --------------- | --------------- | ------------------- | --- | --- |
| エレ日。vol.1   | 2016/11/33(木)  | 原宿 ストロボカフェ | DJ ODAMARI ／ カナスタ ／ FaintStar／ 小南千明 ／ ハッピーくるくる ／ Yun*chi ／ 武井麻里子 ／ SAWA ／                                                                         | JaccaPoP ／ 惑星アブノーマル ／ アシモフが手品師 ／ 仮谷せいら ／ 空中分解 feat.アンテナガール ／ リナチックステイト ／ 武井麻里子                                             |
| エレ日。vol.2   | 2017/2/5(日)    | 下北沢MOSAiC        | DJ ODAMARI ／ カナスタ ／ エレクトリックリボン ／ ほげちゃん（禁断の多数決） ／ようなぴ（ゆるめるモ！） ／ 能登有沙 ／武井麻里子 ／ FaintStar ／                               | AZUMA HITOMI ／ DJ宇宙戦士（今川宇宙） ／ 小南千明 ／ SAWA ／ 仮谷せいら ／ 武井麻里子                                                                                         |
| エレ日。vol.3   | 2017/4/22(土)   | 下北沢MOSAiC        | DJ ODAMARI ／ カナスタ ／ YUC’e ／ ねうちゃん ／ DJモーモーミルク ／ 武井麻里子 ／ 脇田もなり                                                                                  | Yunomi feat. nicamoq ／ 春ねむり ／ 瀬都あく ／ 空野青空 ／ KOTO ／ MONICO ／ 武井麻里子                                                                                       |
| エレ日。vol.4   | 2017/7/22(土)   | 下北沢MOSAiC        | DJ ODAMARI ／ カナスタ ／ エレクトリックリボン ／ 代代代 ／ KOTO ／ hy4_4yh ／ 963 ／ 武井麻里子                                                                               | テンテンコ ／ ASOBOiSM ／ POCHI ／ ハッピーくるくる ／ DJシバノソウ ／ Kus Kus ／ 武井麻里子                                                                                   |
| エレ日。vol.5   | 2017/9/9(土)    | 下北沢MOSAiC        | DJ ODAMARI ／ リナチックステイト ／ WHY＠DOLL ／ 代代代 ／ あゆ巫女 ／ ミライスカート ／ 武井麻里子 ／ 8月のオーガスト                                                         | 小南千明 ／ ハッピーくるくる ／ Kit Cat ／ DEVIL NO ID ／ Yun*chi ／ やのあんな（livetune+） ／ 武井麻里子                                                                     |
| エレ夜。vol.1   | 2017/11/2(木)   | 下北沢MOSAiC        | DJ 四捨五入 ／ FunFunFun ／ 都築かな ／ FantaRhyme ／ YUC’e ／ 武井麻里子 | DJ 四捨五入 ／ FunFunFun ／ 都築かな ／ FantaRhyme ／ YUC’e ／ 武井麻里子 |
| エレ日。vol.6   | 2018/1/7(日)    | 下北沢MOSAiC        | DJ ODAMARI ／ リリリップス ／ MAONATSU ／ ようなぴ（ゆるめるモ！） ／ ねうちゃん ／ HAMIDASYSTEM ／ 963 ／ 武井麻里子                                                          | Yunomi with きあと ／ ゆnovation ／ Kus Kus ／ Yun*chi ／ シンセカイセン ／ WHY＠DOLL ／ 武井麻里子                                                                            |
| エレ日。vol.7   | 2018/3/24(土)   | 下北沢MOSAiC        | DJ ODAMARI ／ カナスタ ／ DJギズモ ／ HAMIDASYSTEM ／ コバルトブルーは白昼夢 ／ Her Ghost Friend ／ ようなぴ（ゆるめるモ！） ／ 武井麻里子                                     | レコライド ／ リリリップス ／ DJシバノソウ ／ KOTO ／ nuance（ヌュアンス） ／ MONICO ／ 武井麻里子 with nagomu tamaki                                                          |
| アコ日。vol.1   | 2018/4/5（木）  | 下北沢モナレコード  | DJ 宇佐蔵べに ／ OTOGI ／ シバノソウ ／ イロハマイ ／ 武井麻里子 （イベント名は「to to tonight vol.1」）                                                                       | DJ 宇佐蔵べに ／ OTOGI ／ シバノソウ ／ イロハマイ ／ 武井麻里子 （イベント名は「to to tonight vol.1」）                                                                       |
| エレ日。vol.8   | 2018/5/27(日)   | 下北沢MOSAiC        | DJ ODAMARI ／ リナチックステイト ／ ・・・・・・・・・ ／ ようなぴ（ゆるめるモ！） ／ 脇田もなり ／ リリリップス ／ Yun*chi ／ 武井麻里子                                      | 8月のオーガスト ／ 幽世テロルArchitect ／ SAKA-SAMA ／ 校庭カメラアクトレス ／ WHY＠DOLL ／ Kus Kus ／ 武井麻里子                                                              |
| エレ日。vol.9   | 2018/8/26(日)   | 下北沢MOSAiC        | DJ ODAMARI ／ エレクトリックリボン ／ nuance（ヌュアンス） ／ KOTONOHOUSE ／ くにくに ／ WHY＠DOLL ／ カナスタ ／ 武井麻里子                                                   | 小南千明 ／ 963 ／ 彼女のサーブ&レシーブ ／ LiLii Kaona ／ オモテカホ ／ TOKYO喫茶 ／ 武井麻里子                                                                               |
| アコ日。vol.2   | 2018/9/26（木） | 下北沢モナレコード  | DJ 宇佐蔵べに ／ Dorothy Little Happy ／ caho ／ イロハマイ ／ 武井麻里子 ／ おのしのぶ（似顔絵屋さん） （イベント名「浴衣のアコ日。」全出演者が浴衣姿でパフォーマンスした。） | DJ 宇佐蔵べに ／ Dorothy Little Happy ／ caho ／ イロハマイ ／ 武井麻里子 ／ おのしのぶ（似顔絵屋さん） （イベント名「浴衣のアコ日。」全出演者が浴衣姿でパフォーマンスした。） |
| エレ日。vol.10  | 2018/10/21(日)  | 下北沢MOSAiC        | DJ ODAMARI ／ yuca ／ GOMESS ／ KOTO ／ ReLIeF ／ 染脳ミーム ／ 5elfchina5y5tem ／ 武井麻里子                                                                                  | NOZOMI PIENA:TA & Mastarrja ／ MONSTER GIRLFRIEND ／ Shinto! ／ SAKA-SAMA ／ AH(嗚呼) ／ 脇田もなり ／ 武井麻里子                                                              |
| エレ日。 vol.11 | 2019/1/6(日)    | 下北沢MOSAiC        | DJ ODAMARI ／ ハレトキドキ ／ MIC RAW RUGA(laboratory) ／ LiLii Kaona ／ ・・・・・・・・・ ／ グーグールル ／ ようなぴ(ゆるめるモ！) ／ 武井麻里子                            | CHEAP CREAM ／ ミライスカート ／ TAKENOKO▲ ／ Shinto! ／ くにくに ／ Kus Kus ／ 武井麻里子                                                                                     |
| エレ日。 vol.12 | 2019/3/23(土)   | 下北沢MOSAiC        | 谷本早也歌 ／ ハローニューランド ／ エレクトリックリボン ／ 脇田もなり ／ femme fatale ／ 星歴１３夜 ／ 武井麻里子 ／ DJ後藤まりこ                                             | 最高じぇねれーしょん ／ KOTO ／ ミライスカート ／ オモテカホ ／ ノルウェージャンフォレストガール ／ グーグールル ／ くにくに ／ 武井麻里子                                     |
| エレ日。vol.13  | 2019/5/25(日)   | 下北沢MOSAiC        | DJ宇佐蔵べに ／ ハローニューランド ／ HAMIDASYSTEM ／ ポポロコネクト ／ ねうちゃん ／ あゆ巫女 ／ 武井麻里子                                                                   | moon grin ／ カイ ／ ヨネコ ／ RAY ／ femme fatale ／ 脇田もなり ／ Peach sugar story ／ DJねこさん ／ 武井麻里子                                                              |
| エレ日。vol.14  | 2019/7/7(日)    | 下北沢 MOSAiC       | スキスギルキス ／ エレクトリックリボン ／ キャンディーzooナイトメア ／ Shinto ／ TAKENOKO ／ ReLieF ／ KUSKUS ／ 武井麻里子                                                    | HAMIDASYSTEM ／ 染脳ミーム ／ CHiSEMiKU ／ 加納エミリ ／ エレファンク庭 ／ ヨネコ ／ 武井麻里子                                                                                |

## メディア掲載・出演

### 雑誌掲載
- 『IDOL FILE Vol.03 / SOLO IDOL』[56]

（2017年5月26日発売） ISBN 978-4401762286 に写真・インタビュー2P掲載。
- 『IDOL FILE Vol.09 / TOKYO 1』[57]

（2018年6月15日発売） ISBN 978-4401762477 に写真・インタビュー2P掲載。

### 映画等への出演
- 『シミラー バット ディファレント』（2013年12月20日公開。監督：染谷将太）に出演。
  - 『シミラー バット ディファレント』予告編[58]
  - 『シミラー バット ディファレント』MovieWalker[59]
  - 『シミラー バット ディファレント』映画.COM[60]

- 『プリンス・オブ・ストライド』原作告知プロモーションムービーのボーカルを担当。（2016年6月23日）[61]
  - 『プリンス・オブ・ストライド』原作告知プロモーションムービー（YouTube）[62]

### ラジオ出演
- 2015年11月15日、『YOKOHAMA MUSIC AWORD』（FM YOKOHAMA） 番組内にてインタビューと『STAR PLAYER』が放送された）

- 2018年11月24日、（NHKFM（東京））『ヒャダインの”ガルポプ！”』内にて、『stay’n』が放送された。

### WEB配信番組出演
- 2018年2月1日、『南波一海のアイドル三十六房』

### WEBインタビュー記事
- 「INTERVIEW：武井麻里子」（2016年3月14日、OTOTOY）[63]
- 「クリエイターの“五感☆採集”で生み出される独自のエレポップ・ワールド！ 注目のエレポップ女子、武井麻里子 インタビュー」（ICON 2016年12月20日[64]）
- 「武井麻里子に直撃」（2017年4月28日、音楽ニュースメディアみゅ〜ぷら）[65]
- 「『五感☆採集』は波瀾万丈！シンガー武井麻里子のD.I.Y.な日々」（2016年4月4日、tapiocajournal）[66]
- 「目指すは『ぼっちの星』!?　マルチタスクガール、武井麻里子の現在地」（2017年3月28日、tapiocajournal）[67]